# MSX

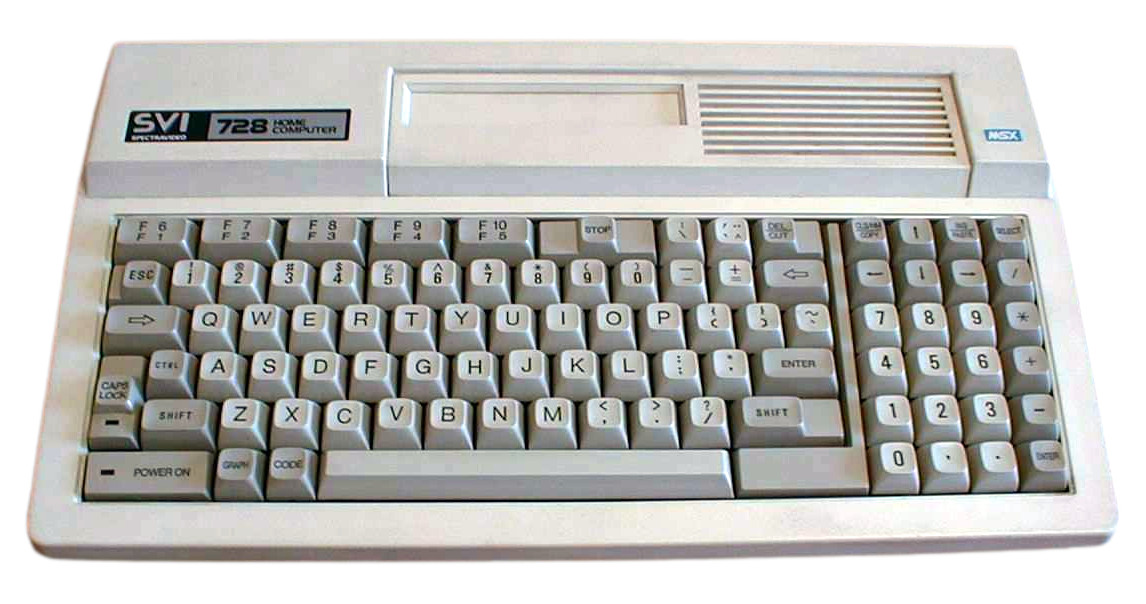
En MSX1-maskin SVI-728 en av de populäraste maskinerna i Sverige.

MSX är en datorstandard framtagen av Kazuhiko Nishi vid ASCII Corporation som ett försök att realisera ett enda format över hela hemdatormarknaden (ungefär som VHS på videomarknaden). Datorstandarden kom till Europa 1984.

## Namnet
Vad MSX står för råder det delade meningar om, när maskinen släpptes i Europa hävdade Microsoft (som stod för datorns BASIC-tolk, MSX BASIC) att namnet stod för MicroSoft eXtended basic och symboliserade att MSX-datorer från olika tillverkare var kompatibla med varandra. 1988 då Microsoft drog tillbaka sitt stöd för MSX-datorerna förnekade de dock alla kopplingar mellan namnet MSX och Microsoft. 1997 hävdar dock skaparen av standarden att han hade velat döpa datorn till NSX och att det skulle stå för Nishi Sony X där X symboliserar alla andra tillverkare av datorn, men NSX var upptaget (av Honda) så det fick bli MSX istället. Senare har han även hävdat att MSX står för Machines with Software eXchangeability.

## Versioner

### MSX
Första versionen av MSX-standarden byggdes av standardkomponenter: 
- Processor: Zilog Z80A
- Ljudkrets: General Instruments AY-3-8910
- Grafikkrets: Texas Instruments TMS9918A
- Minne: mellan 8Kb och 64Kb

#### Exempel på datorer
- Canon V-8
- Sony HB-11
- Spectravideo SVI-728

### MSX 2
Andra versionen av MSX standarden kom två år efter första versionen och var fullt bakåtkompatibel. RAM-minnet hade nu utökats till mellan 64KiB och 256KiB, MSX BASIC 2.0 eller 2.1 var inbyggt och de flesta datorer kom även med inbyggd 3.5-tums diskenhet.

#### Exempel på datorer
- Sakhr AX-330
- Sony HB-F1XD

### MSX 2+
Släpptes bara i Japan och datorerna tillverkades bara av tre företag: Panasonic, Sanyo och Sony. Grafiken och ljudet var klart förbättrat i jämförelse med MSX 2.

#### Exempel på datorer
- Panasonic FS-A1WX
- Sanyo Wavy 35J

### MSX turbo R
Den slutgiltiga versionen av MSX-datorn, vilken bara stöddes av Panasonic. Turbo R är i stort sett en MSX 2+ uppdaterad till 16-bit och 28 MHz.

#### Exempel på datorer
- Panasonic FS-A1ST